# Raíces
Raíces è un album in studio del cantante spagnolo Julio Iglesias, pubblicato nel 1989.

## Tracce
1. Latino: Intro Latino / Tres Palabras / Perfidia / Amapola / Noche De Ronda / Quizas, Quizas, Quizas / Adios/El Manisero - 7:15
2. Caballo Viejo/Bamboleo: Caballo Viejo / Bamboleo / Solo 1 - 4:41
3. Mexico: Media Vuelta / Se Me Olvido Otra Vez / Y... / Mexico Lindo / Ay Jalisco No Te Rajes / La Bamba / Solo 2 - 9:17
4. Brasil: Intro Brasil / Desafinado / Mas Que Nada / Manha De Carnaval / Aquarela Do Brasil / Tristeza / Maria Ninguem / Samba De Orfeu - 7:11
5. Italia: Intro Italia / Torna a Surriento / Quando M'Innamoro / T'Ho Voluto Bene (Non Dimenticar) / O Sole Mio! / Quando Quando Quando - 6:18
6. Francia: Intro Francia / Ne Me Quitte Pas / Que C'est Triste Venise / Et Maintenant / La Vie En Rose - 5:23